# 桑昆
桑昆（1154年？—1203年？），名亦剌合（亦剌合·桑昆），克烈部末代首領王汗之子。“桑昆”一词为官号，转译自汉语“将军”，也译“详稳、详衮、鲜昆、翔昆、先凳”等。
因也速該之子鐵木真認王汗為父，遂与其成為安答，但桑昆与鐵木真素來不和。1196年，随父配合铁木真在浯勒札河（今蒙古国乌勒吉河）击败塔塔儿部，受金朝封为本部“详稳”，详稳原为辽朝大部族下所设官职，金朝继承，蒙古语作“桑昆”。一说“桑昆”为“公子”之意。1199年，其父与铁木真联兵袭击乃蛮部，中途私自撤兵，他殿后，遭乃蛮军追袭，兵败，寻得铁木真部下四杰援助，击败乃蛮部曲薛吾军。1202年，随父配合铁木真迎击乃蛮等部的进攻，在阔亦田（约今哈拉哈河上源）击败敌军。桑昆忌铁木真为其父所器重，屡与构难。鐵木真為鞏固与王汗的關係，曾提議將桑昆之妹察兀兒聘与自己的長子朮赤，將女兒火臣别吉嫁与桑昆之子禿撒合，但遭桑昆拒絕。其後，桑昆煽動王汗發動合蘭真沙陀之戰，險令鐵木真部眾全軍覆滅。
1203年，克烈部遭鐵木真攻打，王汗、桑昆敗退逃亡。桑昆隨即棄其父而去，間接導致其父被殺。桑昆先後逃亡西夏、吐蕃、西辽，在曲先（今新疆庫車一帶）被殺。

## 延伸阅读
[在维基数据编辑]
 《新元史/卷118》，出自柯劭忞《新元史》